# 久喜市立太東中学校
久喜市立太東中学校（くきしりつ たいとうちゅうがっこう）は、埼玉県久喜市にある1985年（昭和60年）開校の公立中学校。
久喜市内では最も新しい中学校である。

## 立地
- 久喜市の東端に位置し、西側には田園地帯が広がり、東側には葛西用水路があり、この対岸は杉戸町に属し、住宅地が広がっている。標高8.5メートル。

## 施設
- 第一校舎（鉄筋三階建）
- 第二校舎（鉄筋三階建）
- 体育館
- プール
- 部室棟（鉄筋二階建）

## 学区
久喜市立久喜東小学校学区と久喜市立太田小学校学区の全域。

## 行事
- 校内写生会（5月頃）
- 体育祭（6月頃）
- 合唱祭（10月頃）

## 校歌
- 作詞者 大木実[2]
- 作曲者 岩河三郎

## 部活動

### 運動部
- 野球部
- サッカー部
- バレーボール部（女）
- 卓球部
- バスケットボール部（男・女）
- 陸上部
- ソフトテニス部（男・女）
- バドミントン部（男・女）
- 剣道部（男・女）

### 文化部
- 吹奏楽部
- 美術部
- 演劇部

## 出身有名人
- ふづき美世 - 元宝塚歌劇団
- 尾山憲一 - アナウンサー